# Andronivka, Mejova
Andronivka (în ucraineană Андронівка) este un sat în comuna Sloveanka din raionul Mejova, regiunea Dnipropetrovsk, Ucraina.

## Demografie
Componența lingvistică a localității Andronivka
     Ucraineană (95,45%)
     Rusă (4,55%)
Conform recensământului din 2001, majoritatea populației localității Andronivka era vorbitoare de ucraineană (95,45%), existând în minoritate și vorbitori de rusă (4,55%).